# Wojciech Gerson
Wojciech Gerson (Varsó, 1831. július 1. – Varsó, 1901. február 25.) lengyel realista festő, művészettörténész, fordító és tanár. A 19. század közepének vezető lengyel festőművésze, a lengyel realizmus iskolájának egyik legjelentősebb képviselője Lengyelország három felosztása idején. Hosszú ideig a varsói Képzőművészeti Iskola professzora volt. A tanítványai közé tartoztak a lengyel neoromantika jövőbeli képviselői: Józef Chełmoński, Leon Wyczółkowski, Władysław Podkowiński, Józef Pankiewicz és Anna Bilińska-Bohdanowiczowa. Művészeti ismertetőket is írt, és anatómiai könyvet adott ki a művészek számára. Számos festménye a második világháborúban a náci Németországba került, és a világégés után nem kerültek elő.

## Élete
Varsóban született az novemberi felkelés idején. 1844-ben beiratkozott a varsói Képzőművészeti Iskolába, és 1850-ben kitüntetéssel fejezte be. 1853-ban ösztöndíjat kapott a Cári Művészeti Akadémiára, és két évig Alekszej Markovnál tanult történelmi festészetet. Szentpétervárott diplomázott, és 1855-ben visszatért Varsóba. 1856-ban Párizsba utazott, ahol többek között Léon Cogniet-nél tanult. 1858 februárjában tért vissza Lengyelországba. Élete hátralevő részében többnyire Varsóban élt. Társalapítója volt az 1860-ban alapított „Zachęta” Képzőművészeti Társaságnak.
Varsóban halt meg, a város evangélikus temetőjében nyugszik. Festményei a varsói Nemzeti Múzeumban és fiókintézményeiben, Bytomban, valamint több templomban látható.

### A családja
Lánya, Maria Gerson-Dąbrowska (1869–1942) író és festő, Ignacy Dąbrowski (1869–1932) regényíró felesége volt. Gerson dédunokája Michał Witwicki (1921–2007) építész és műemlékrestaurátor.

## Képgaléria

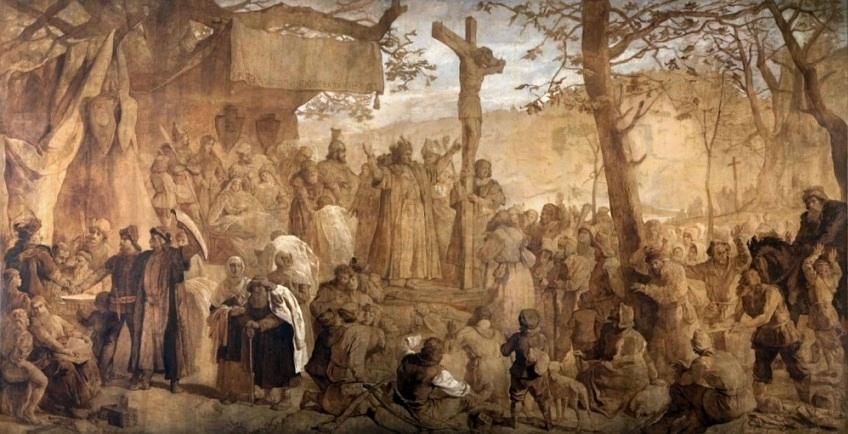
Litvánia keresztsége, a II. János Pál Múzeum gyűjteménye
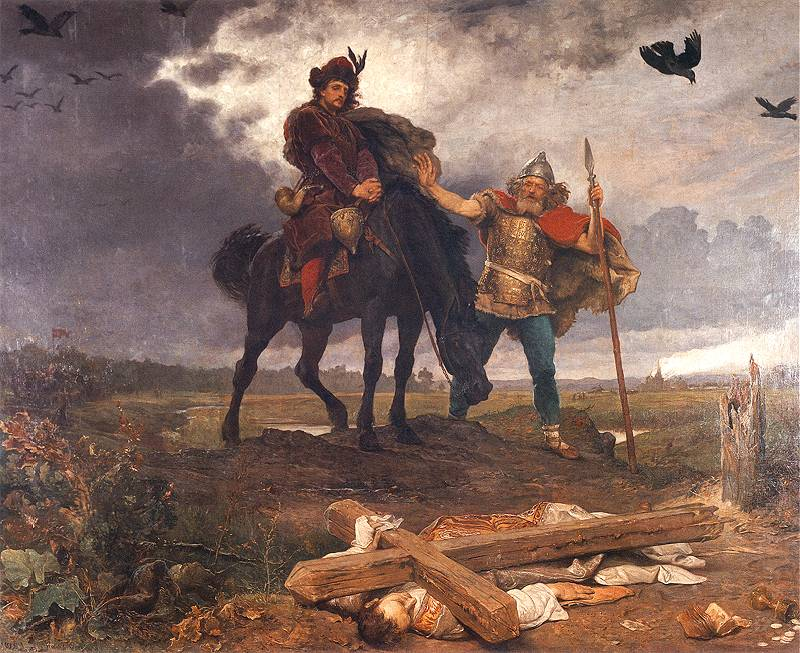
Kazimierz Odnowiciel
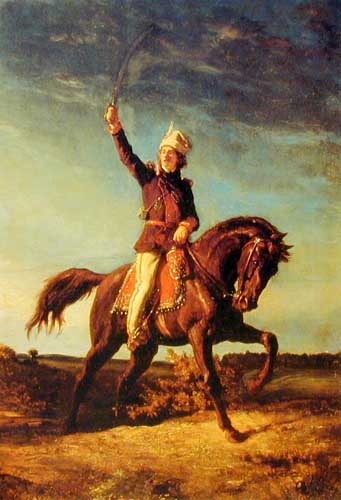
Kościuszko
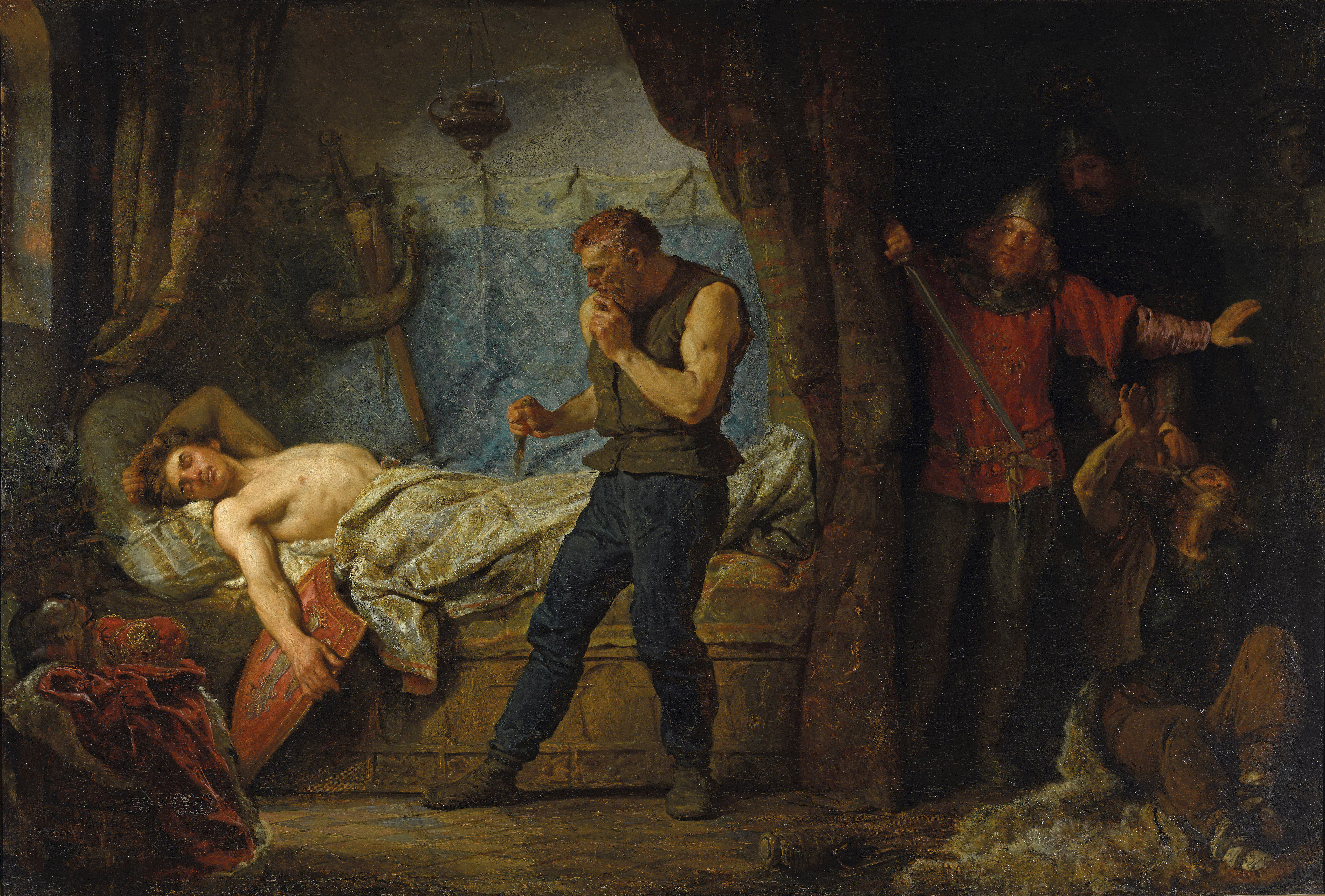
II. Przemysł lengyel király halála
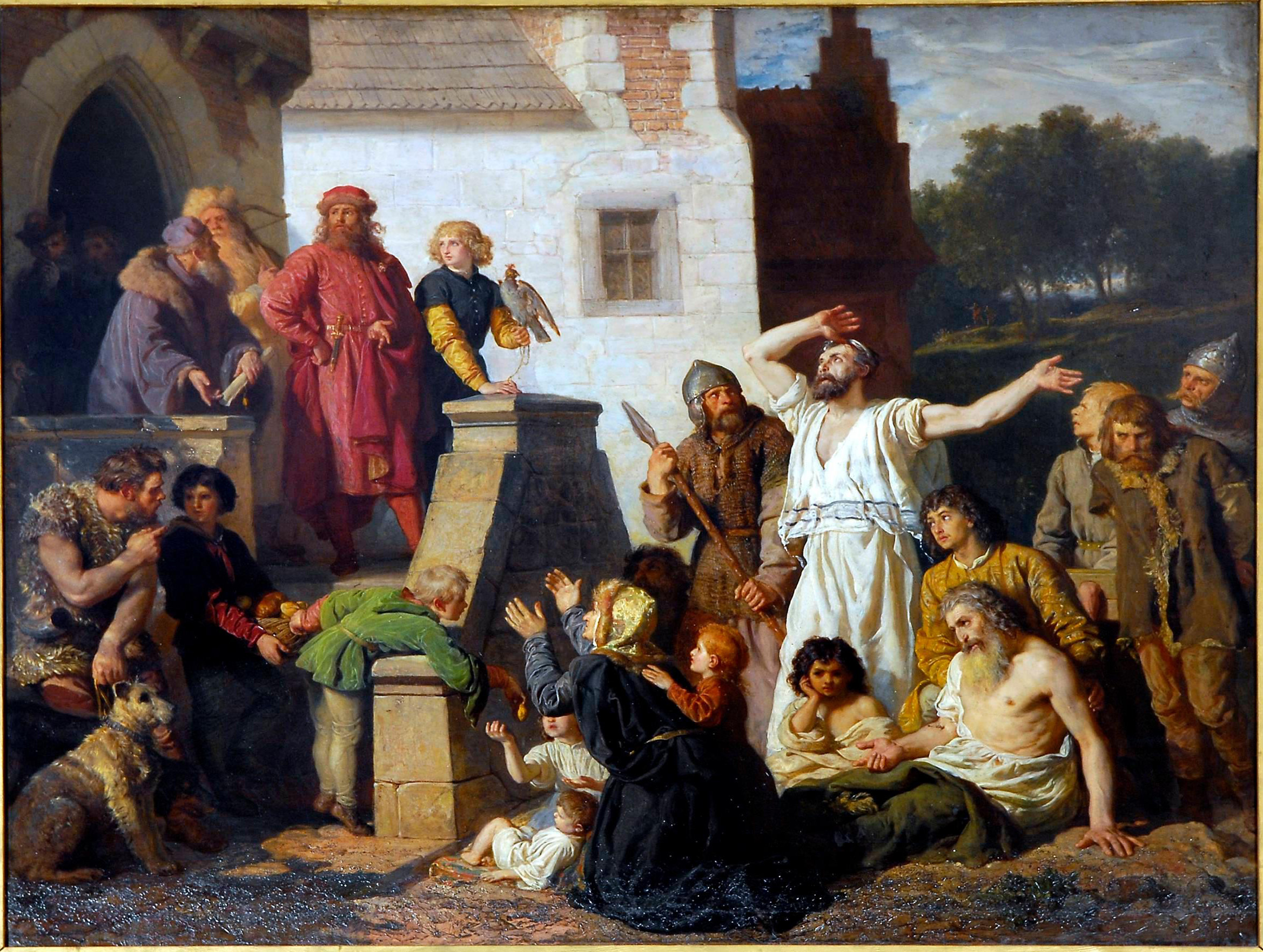
III. Kázmér lengyel király és a zsidók

## Fordítás
- Ez a szócikk részben vagy egészben  a   Wojciech Gerson című angol Wikipédia-szócikk ezen változatának fordításán alapul.  Az eredeti cikk szerkesztőit annak laptörténete sorolja fel. Ez a jelzés csupán a megfogalmazás eredetét és a szerzői jogokat jelzi, nem szolgál a cikkben szereplő információk forrásmegjelöléseként.